# Киноправда (телепередача)
«Киноправда» — политическая, познавательная телепередача для всех возрастов.

## История
Передача впервые вышла в эфир на Центральном телевидении СССР в 1991 году в Киноредакции, директором которой был Владимир Шмаков. На первой кнопке вещание продолжалось до 1995 года, после чего был двухгодичный перерыв.
В 1997 году Шмаков стал заместителем директора 31-го канала (М1) и восстановил вещание уже на руководимом им канале, сохранив коллектив создателей. После смены владельца телеканала, увольнения и последовавшего за ним инсульта Шмавкова В. П., передачу закрыли.
В 2005 году умер бессменный ведущий телепередачи — Г. В. Кузнецов.

## Форма и тематика
Телепередача носила ярко выраженный критико-разоблачительный характер. Имела форму первоначального обсуждения объявленного художественного фильма с приглашенными историками, искусствоведами, политиками и артистами, а затем показывался обсуждаемый фильм. В передаче впервые на телевидении были показаны оригинальные версии фильмов сталинского периода — «Ленин в Октябре», «Ленин в 1918 году», «Светлый путь», «Цирк», которые до этого демонстрировались в исправленных, сокращенных позднейших версиях. Впервые на ТВ были показаны фильмы, снятые с экранов после смерти Сталина — «Падение Берлина», «Клятва».

## Коллектив передачи

Регина Мосалова и Георгий Кузнецов в студии 31 канала (1998 г.)

Автором и постоянным редактором являлась Регина Мосалова.
Вел передачу известный тележурналист, зав. Кафедрой телевидения, факультета журналистики МГУ Георгий Кузнецов.
Выпускающим режиссёром на канале М1 (в период с 1997 по 2000 год) Пётр Соседов.

## Гости телепередачи
- Васильева, Вера Кузьминична
- Хренников, Тихон Николаевич
- Игрунов, Вячеслав Владимирович

и многие другие.